# Cipriano Vargas
General Cipriano Vargas fue un militar mexicano con idealismo villista que participó en la Revolución mexicana. Nació en Canatlán, Durango. Se incorporó al movimiento maderista en el estado de Chihuahua. En 1912 combatió a los orozquistas al lado de Francisco Villa. Fue comisionado para aprehender al general federal Antonio Rábago, acusado de la muerte de Abraham González, pero fracasó. Formó parte de la escolta de "Dorados" del general Francisco Villa, asistiendo con él a todas las campañas militares. Demostró gran lealtad hacia su jefe, por lo que Villa le obsequió la Hacienda de Las Delicias, en Chihuahua, propiedad que perdió durante el gobierno de Venustiano Carranza. Murió durante la Batalla de Columbus, Nuevo México, Estados Unidos, en 1916. 